# Kanton Les Basses Plaines de l’Aude
Der Kanton Les Basses Plaines de l’Aude ist ein französischer Wahlkreis im Département Aude in der Region Okzitanien. Er umfasst sechs Gemeinden im Arrondissement Narbonne. Bei der landesweiten Neuordnung der französischen Kantone wurde er 2015 zunächst als Kanton Coursan weitergeführt. Durch einen späteren Erlass erhielt der Kanton zum 1. Januar 2016 seinen jetzigen Namen.

## Gemeinden
Der Kanton besteht aus sechs Gemeinden mit insgesamt 21.322 Einwohnern (Stand: 1. Januar 2022) auf einer Gesamtfläche von 137,04 km²:
| Gemeinde                            | Einwohner 1. Januar 2022 | Fläche km² | Dichte Einw./km² | Code INSEE | Postleitzahl |
| ----------------------------------- | ------------------------ | ---------- | ---------------- | ---------- | ------------ |
| Armissan                            | 1.474                    | 12,51      | 118              | 11014      | 11110        |
| Coursan                             | 5.762                    | 24,61      | 234              | 11106      | 11110        |
| Cuxac-d’Aude                        | 4.070                    | 21,54      | 189              | 11116      | 11590        |
| Fleury                              | 4.071                    | 51,27      | 79               | 11145      | 11560        |
| Salles-d’Aude                       | 3.280                    | 18,15      | 181              | 11370      | 11110        |
| Vinassan                            | 2.665                    | 8,96       | 297              | 11441      | 11110        |
| Kanton Les Basses Plaines de l’Aude | 21.322                   | 137,04     | 156              | 1106       | –            |

## Politik
| Vertreter im Departementrat | Vertreter im Departementrat       | Vertreter im Departementrat |
| Amtszeit                    | Namen                             | Partei                      |
| --------------------------- | --------------------------------- | --------------------------- |
| 2015–                       | Didier Aldebert Séverine Mateille | DVG                         |